# Пауліна Бажицька
Пауліна Бажицька (пол. Paulina Barzycka, 18 березня 1986) — польська плавчиня.
Учасниця Олімпійських Ігор 2004, 2008 років.
Призерка Чемпіонату Європи з водних видів спорту 2006 року.
Призерка Чемпіонату Європи з плавання на короткій воді 2005 року.